# Dalny (Manitoba)
Dalny est une communauté non incorporée du Manitoba située dans l'Ouest de la province et faisant partie de la municipalité rurale de Arthur.

## Référence
- Profil de la municipalité de Arthur - Statistiques Canada
- (en) Profil de la communauté